# Kedong
Kedong, tidigare stavat Ketung, är ett härad som lyder under Qiqihars stad på prefekturnivå i Heilongjiang-provinsen i nordöstra Kina.